# Oswald Spengler
Oswald Spengler (29. května 1880 Blankenburg – 8. května 1936 Mnichov) byl německý filozof a spisovatel, který se zabýval dějinami, uměním i politikou. Jeho nejznámější dílo je Zánik Západu (Untergang des Abendlandes, 1918 a 1922), pokus o srovnávací studium civilizací, vybízející ke „konzervativní revoluci“. Nacisté se zprvu Spenglera dovolávali pro jeho kulturní pesimismus, od roku 1933 však upadl v nemilost pro odmítavý postoj k Hitlerovi a pesimistické hodnocení Německa.

## Život a myšlení
Spengler pocházel z drobné úřednické rodiny, roku 1891 se rodina přestěhovala do Halle, kde také roku 1899 maturoval. Od roku 1899 studoval v Halle, v Mnichově a v Berlíně matematiku, přírodní vědy a filosofii a roku 1904 promoval prací o Hérakleitovi. Při státní zkoušce z přírodních věd obhajoval téma Vývoj zrakových orgánů u živočichů. V letech 1908–1911 učil na gymnáziu v Hamburku, ale jak se naskytla příležitost, odstěhoval se do Mnichova a živil se jako kulturní redaktor a spisovatel. Spenglerovo myšlení formoval jednak pietismus, jednak sociální darwinismus Ernsta Haeckela a hluboký obdiv k Nietzschemu – zejména k myšlenkám dekadence a vůle k moci – a ke Goethovi.
Pro špatné zdraví a nervové nesnáze nebyl Spengler odveden do armády a zabýval se svou teorií dějinného růstu a úpadku civilizací. Za války napsal dvě memoranda, německému císaři a šlechtě, kde se přimlouval za národní smíření politických směrů ve prospěch větší moci Německa. V letech 1918 a 1922 vydal dílo Zánik Západu, které ho okamžitě proslavilo a stalo se tématem mnoha debat a polemik. Po porážce Německa v roce 1918 Spengler vystupoval jako odpůrce parlamentní demokracie a doufal, že ji nahradí silný diktátor. Roku 1919 odmítl pozvání na univerzitu v Göttingenu a roku 1933 na univerzitu v Lipsku. V červenci 1933 ho pozval Hitler k rozhovoru, ale na podzim téhož roku vydal Spengler knihu Léta rozhodování, kde se od nacismu distancoval a oslavoval italský fašismus. V Benitu Mussolinim viděl typus budoucího Césara.
Přes tyto postoje nacistická propaganda knihu nezakázala a snažila se Spenglera přemluvit ke spolupráci. V Noci dlouhých nožů v červnu 1934, kdy si Hitler vyřizoval účty se svými bývalými spolupracovníky, byli zabiti i dva ze Spenglerových přátel. Nad hrobem jednoho z nich, mnichovského kritika Williho Schmida držel Spengler pohřební řeč, což byl projev značné odvahy. Od té doby srovnával Spengler nacismus s bolševismem, podle něho tím nejhorším zlem moderní doby. Zemřel náhle v květnu 1936 na srdeční selhání, takže se mluvilo i o tom, že byl zavražděn.

## Spenglerova morfologie dějin
Běh světových dějin se podle Spenglera řídí zákony, podobnými zákonům života. Civilizace se rodí, rostou a hynou, protože ztratily schopnost tvořivě řešit nové problémy. Už v Zániku západu klade vedle sebe „kulturní monády“ jako antiku, Indii, Babylon a západní civilizaci a snaží se na nich doložit své teorie. S historickými fakty přitom zachází velmi násilně, takže historikové jeho dílo vesměs odmítali jako diletantské.
Spengler se však nespokojil analýzou dějin, ale nabízel i návody k jednání. Západ se podle něho vyčerpal a na místo tvořivé a silné kultury, jak ji ztělesňuje Goethe, postavil slabošskou a rovnostářskou civilizaci s hesly svobody a rovnosti. Budoucnost je však podle něho v síle a je-li současnost kulturně málo plodná, musí tím víc bdít nad svými tradičními hodnotami, udržovat řád a vědomí povinnosti. Proti slabošskému Západu by se Německo mohlo spojit s barbarským, ale mladým a silným Ruskem. Naopak dětinský a nebezpečný Hitlerův rasismus nemůže obstát v budoucí konfrontaci s anglosaským parlamentarismem.
V práci O. Spenglera Zánik západu našla své pokračování teorie kulturně-historických typů Nikolaje Jakovleviče Danilevského. Spenglerova závislost na Danilovském je většinou uznávána, byla zaznamenána již bezprostředně po vydání Zániku západu a potvrzena i takovými autoritami z oblasti sociologie, jako je rusko-americký sociolog Pitirim Sorokin. Spengler byl dobře obeznámen s ruským myšlením, uměl rusky a nejznámější Danilevského práce nechyběla v jeho knihovně.  Kromě Danilevského lze ve Spenglerově koncepci vysledovat i vliv K. Leonťjeva. Zánik západu byla jedna z nejúspěšnějších knih své doby a její titul se stal okřídleným rčením. Mnohým čtenářům se zdálo, že přesně odpovídá na válečnou porážku a na otázky doby, a fascinovalo je množství materiálu z nejrůznějších oblastí, jež Spengler velmi působivě snesl a propojil. Kniha (přechodně) nadchla Thomase Manna a inspirovala britského historika Arnolda Toynbeeho k jeho monumentálnímu životnímu dílu Studium historie. Popperova Bída historismu je napsána mj. proti Platónovi a Spenglerovi.

## České překlady
- O. Spengler, Člověk a technika. Příspěvek k jedné filosofii života. Praha 1997
- Oswald Spengler. Zánik Západu : Obrysy morfologie světových dějin. Vyd. 1. Praha : Academia, 2010. ISBN 978-80-200-1886-1.
- Oswald Spengler. Zánik Západu : Obrysy morfologie světových dějin. Vyd. 2. Praha : Academia, 2017. ISBN 978-80-200-2666-8.